# Збараж (Тернополска област)
Зба́раж е град в Збаражка градска община на Тернополски район в Тернополска област на Украйна.
Идентификационният код на града според въведеният през 2020 г. Кодификатор на административно-териториалните единици и територии на териториалните общини (КАТОТТГ) е: UA61040150010018110.
Збараж е включен сред 39-те града на Украйна с най-голям брой исторически паметници. Населението на града е 13 587 души (към 2020 г.). Разстоянието до Тернопил е 17 км.
В Украйна съществува и село с това име (Збараж) във Винишка област.
Збараж е бил между XV–XVI век столица на Збаражкото княжество.

## География
Разположен е на Волин-Подолското възвишение, сред планините Медобори, на двата бряга на река Гнизна — приток на Серет.

## История
Археологическите разкопки продължават в покрайнините на града; открити са мезолитно селище (8 хиляди години пр. Хр.), селища натрипилската, черняховската, лука-райковецката и киеворуската култура, гробище от VIII–IX век.

### Киеворускипериод
Този волински град е споменат за първи път в летописи през 1211 г., но много преди това градът на реката Гнизна е един от най-укрепените регионални центрове на Галицко-Волинското княжество. Известно е, че през XIII век градът е принадлежал на полската кралица Лешкова Бялата (до 1219 г.)
Збараж принадлежал към Галицко-Волинското княжество, в което играл ролята на волостен административен център (както и градовете Теребовля, Кремянец, Шумск).

### Литовско-полски период
През 1393 г. великият литовски княз Витаутас подарява Збараж на новгород-северския княз Корибут, който построява тук замък.
През 1474 г., когато татарската орда се приближава до крепостните стени на града, защитниците на Збараж, водени от княз Василий Васильович Несвицки изгарят заедно с крепостта. Син на Корибут — княз Иван Збаражки — е убит, жена му и най-малкият му син са взети в плен заедно с други жители от татарите. Замъкът преминава в ръцете на княз Васил, който през 1481 г. го дава на сина си Семен.
По време на полската окупация градът е административно част от Волинското войводство, разположено близо до границата с Рутенското войводство.
През 1587 г. на мястото на стария замък е построен нов. През 1598 г. градът отново е разрушен от татарите. 
Между 1626 и 1631 г. е издигнат нов замък-крепост, който е разрушен в големи части през 1675 г. По-късно от средата на XIX век нататък се извършват множество реконструкционни дейности, придали съвременния вид на замъка.
През юли 1617 г. войската на крал Владислав IV Васа лагерува край Збараж.

Збараж е родното седалище на княжеския род Збражки и столица на Збаражското княжество, което впоследствие става васално на Великото литовско княжество. Краковският кастелан Юрий Збаражки — последният представител на рода — умира в Краков през 1631 г. От 1636 г. нататък Збараж е принадлежал на князете Вишневецки – владетели на Вишневецкото княжество, тъй като последният собственик на града, Юрий Збаражки, нямал нито деца, нито наследници.
- Збаражкия замък с крепостните стени
- Мост към замъка
- Вътрешният двор
- Вътрешен двор на Збаражкия замък
- Збаражкият дворец – главната представителна сграда на замъка (крепостта)
- Зала в Збаражкия замък
- Интериор
- Интериор
- Мазе
- Таванска стенопис

### Въстание на Хмелницки
Градът най-вече е известен със събитията от Украинско-полската война от 1648-1657 г., а именно с обсадата от 1649 г. Тогава войските на Богдан Хмелницки обсаждат силния коронен гарнизон в Збараж. На помощ на обкръжените се притичва избрана армия, водена от самия крал Ян II Кажимеж. Хетманът напада поляците край Зборово (това е недалеч от Збараж) и почти успява да плени краля. Намесва се съюзникът на Хмелницки – кримският хан Ислам-Гирей III, който заплашва да премине на страната на Ян II Кажимеж, ако военните действия не бъдат прекратени. Чувствайки се в безизходица, полският крал изпраща посланици при Хмелницки, за да поиска примирие. Но в последния момент канцлерът Осолински, който е в лагера, успява да влезе в тайни преговори с Ислам-Гирей III. Той се опитва с щедри подаръци и обещания да го склони на страната на мира. След това ханът губи интерес, коя от двете враждуващи страни ще получи надмощие, и се съгласява, предава казаците и прекратява военните действия срещу поляците. Кримският хан, който по този начин спасява полската армия и краля от поражение, получава парично възнаграждение за предателството си спрямо Хмелницки и се оттегля в Крим.
Резултатът е Зборовският договор, според който регистърът на казашката армия е намален от 60 на 40 хиляди, а Киевското, Черниговското и Брацлавското войводства остават част от Казашкото хетманство. Волиния, Подолия и Полесия остават под управлението на Полско-литовската държава.

### По-късен период
През 1675 г. Шишман Ибрахим Паша (Şişman İbrahim Paşa) с турско-татарската армия унищожава Подолия, Волиния, Червена Рус (Бар, Теребовля, Тернопол, Подгайци). На 27 юли 1675 г. замъкът Збараж е превзет (бива значително разрушен), градът е напълно опожарен, жителите са избити, а младежите са изпратени в затвор. Градът е освободен от данъци за 12 години. Градът принадлежи на князете Вишневецки, последният, до 1744 г., е вилненският войвода Михайло Серваций Вишневецки (?–1744 г.). След него градът преминава в собствеността на рода Потоцки.
През 1707 г. хетман Иван Мазепа се среща тук с руския цар Петър I.
Според писмото на М. Потоцки от лагера край Нараево, през 1734 г. отряд от московски войски напуска Тернопол в посока Збараж. В средата на XVIII век градът административно принадлежи към Волинското воеводство.

### Част от Хабсбургската империя
През 1772 г. градът става част от владенията на Хабсбургите (по-късно наречени Австрийска империя, а от 1867 г. – Австро-Унгарска империя). 
През 1789 г по заповед на правителството във Виена е основана гимназия с немски език на обучение. Действала е в помещенията на бившия Бернардински манастир. През 1805 г. тя е преместена в град Бережан. Според градска легенда гимназията е прехвърлена от Збараж след многобройни оплаквания от местни жители.
През 1797 г. император Франц II утвърждава герба на града — изобразен е възседнал на кон Св. Георги, който убива дракон.
На 25 ноември 1906 г. е открита железопътната линия Тернопол–Збараж.

### Първа световна война
През 1916 г. за обеспечаване на настъплението на Брусилов, градът е свързан с железопътна линия с Шепетовка. За строителството са използвани релси и траверси от ж.п. трасето Велики Бирки — Гримайлов (напълно демонтирано).

### Западноукраинска народна република
В началото на ноември 1918 г. градът влиза в състава на възстановената украинска държава и става център на повят в Западноукраинската народна република. Андрий Шмигелски е представител от Збаражки окръг в Украинския национален съвет (парламента) на Украинската народна република (поради малкия брой жители градът няма свой делегат в съвета).

### Втора световна война
През 1939 г. има въстание срещу „властта на Съветите“ в Збаражски окръг, ръководено от активисти на Организацията на украинските националисти, извършено е нападение срещу клона на НКВД. По време на германо-нацистката окупация в града функционира принудителен трудов лагер за евреи, чието първо споменаване е от април 1943 г., а последното през юли 1943 г.

### Съветска окупация
Поради почти пълното унищожаване на Тернопол в резултат на ожесточени боеве, някои регионални институции и организации биват разположени в Збараж в периода 1944-1946 г.

### Възстановяване на независимостта на Украйна
През 2011 г. Националанта банка на Украйна издава юбилейна монета, посветена на 800-та годишнина от основаването на града.
На 29 август 2015 г. е открит реставриран паметник на Адам Мицкевич с участието на ръководителя на Тернополската областна държавна администрация Степан Барна, и полски гости, водени от посланика на Полша в Украйна – Хенрик Литвин.

## Население

### Етнически състав
Разпределение на населението по националност според преброяването от 2001 г.:
| Националност      | Дял     |
| ----------------- | ------- |
| украинци          | 97,69 % |
| руснаци           | 1,64 %  |
| други/без отговор | 0,67 %  |

### Eзик
Разпределение на населението по роден език според преброяването от 2001 г.:
| Език              | Дял     |
| ----------------- | ------- |
| украински         | 98,13 % |
| руски             | 1,67 %  |
| други/без отговор | 0,2 %   |

## Архитектурно-историческо наследство

### Храмове
Архитектурни паметници:
- Синагога (1537 г.)
- Преображенска църква (1600 г., построена на мястото на манастира Св. Онуфрий; сега — енорийска църква на село Залужя)
- Църква и манастир на отците бернардинци (1627 г.)
- Църква „Успение Богородично“ (1755 г.)
- Църква „Възкресение Господне“ (1764 г.; основател — бюргер-обущар Х. Химонюк).
- През 1887 г. по време на голям пожар храмовете са повредени и скоро възстановени.
- действащи са църквите „Свети Петър и Павел“, „Покров на Пресвета Богородица“, „Свети Юрий“, „Рождество Христово“.

- Църква и манастир на отците бернардинци
- Църква и манастир на отците бернардинци
- Църква „Успение на Света Богородица“ в Збараж
- Църква „Възкресение Господне“ в Збараж
- Църква „Възкресение Господне“
- Църква „Св. Юрий“ (Св. Георги) в Збараж

### Збаражки замък
През 1994 г. Збаражкият замък става част от новосъздадения Държавен историко-архитектурен парк в град Збараж, на базата на който през януари 2005 г. с указ на президента на Украйна е създаден Националният парк „Замъците на Тернополска област“.

### Паметници
В Збараж са издигнати паметници на:
- Богдан Хмелницки (през 1954 г.; скулптор Яков Чайка, архитект В. Скочеляс)
- Иван Франко (1992 г.; скулптор В. Одрехивски)
- Дмитро Клячкивски (1994 г.; скулптор В. Мелник, архитект В. Скочеляс);
- Адам Мицкевич (1898 г.; реставриран през лятото на 2015 г.);[14]
- Мемориал на славата на загиналите в Германо-съветската война (1965 г.; архитект В. Скочеляс).
- Героите от Небесната стотина – на Устим Холоднюк и Назарий Войтович

- Паметник на Богдан Хмелницки
- Паметник на поета и градски деец Иван Франко
- Паметник на славата на войниците, загинали в Германо-съветската война (Втора световна война), 1941–1945 г.
- Паметник на жертвите на Чернобилската катастрофа
- Паметник на загиналите збаражки войници в Афганистан между 1979 и 1989 г.

## Просвета и култура
През 1789 г. в града е основана немскоезична гимназия, която по-късно е преместена в Бережан.
Пълно средно образование в Збараж може да се получи в:
- Збаражко средно училище I-III клас № 1,
- Збаражско средно училище I-III клас № 2,
- Збаражско средно училище I-III клас № 3,
- Збаражко санаторийно училище-интернат.

Професионално образование в Збараж може да се получи в професионално училище № 25.
През 1998 г. е основана Тернополската (Збаражка) духовна семинария „Св. Равноапостоли Кирил и Методий“, която в момента не функционира.
В града работи Забаржкият районен краеведчески музей.

## Спорт
- ФК „Халич“[16] — шампион през 2008 г.,[17] в първенството на Тернополска област по футбол.

## Индустрия
Тук работят следните промишлени предприятия:
- хранителен завод,
- ООД „Збаражцукор“ – захарен завод,
- ЗАД „Хлибозавод“,
- ООД „Интер“,
- АД „Квантор“,
- СП „Търни комбинат“
- ООД „Збаражки завод за водка“ и др.

## Транспорт
Край Збараж се намира отсечка от магистрала E85 Клайпеда—Александруполис (с него съвпада и автомобилния път Одеса—Брест). Едно от транспортните предимства на града е неговата близост до областния център Тернопил.
В града работят:
- жп гара по линията Тернопил–Шепетовка
- автогара (крайградски и междуградски маршрути, по-специално има маршрут Збараж–Буковел)
- градски редовен автотранспорт
- таксита.

## Средства за масова информация
- Периодични издания:
  - Вестник „Амвон“— регионално религиозно-обществено списание. Регистрирано на 12 август 1991 г. Основател — Тернополска (Збаражка) духовна семинария „Св. Равноапостоли Кирил и Методий“; редактор — Р. Сливка.
  - Збаражки районен общински вестник „Народно слово“

## Некропол
На градското гробище са погребани стрелци от Украинския доброволчески легион, жертви на сталинските репресии (препогребани тук). Украинският доброволчески легион е военно формирование в рамките на Австро-Унгарската армия, първоначално бригада, формирана по време на Първата световна война въз основа на национални признаци, съствена от украинци, живеещи на територията на Австро-Унгария и изповядващи украинофилски възгледи; по-късно влиза в състава на Галицийската армия на Западноукраинската народна република, както и в най-боеспособните части на армията на Украинската република, т. нар. киевски доброволци, формирани от руски военнопленници.
В парк „Богдан Хмелницки“ има мемориален комплекс в чест на съветските войници, загинали по време на освобождението на Збараж и близките села през март 1944 г. от германската нацистка окупация. Погребани са над 680 войници. Отначало войниците са погребани в гробищния парк. През 1984 г. в парк „Богдан Хмелницки“ е създаден мемориален комплекс, където останките на войниците са пренесени от индивидуални гробове и от цивилното гробище. В комплекса има 32 братски и индивидуални гроба, върху които са монтирани лабрадоритни плочи с гравирани фамилни имена.
В града има старо полско гробище.

## Галерия
- Скулптури на казаци в парк „Бурля“
- Мемориал в град Холон (Израел), посветен на жителите на Збараж, станали жертви на Холокоста.
- Мостът по ул. „Независимост“
- Автобусна спирка
- План на града
- Сградата на общинската администрация на Збараж, 2014 г.